# Lösungsglühen
Lösungsglühen (auch Homogenisieren, Diffusionsglühen oder Ausgleichsglühen) ist eine Wärmebehandlung (Glühen) einer meist metallischen Legierung. Sie dient der Verminderung von Konzentrationsunterschieden der Legierungselemente durch Diffusion, vor allem der Verminderung von Gefügeinhomogenitäten in einzelnen Kristallen (Mikroseigerungen). Dagegen lassen sich Inhomogenitäten in einem Werkstück (Blockseigerungen / über Kristallgrenzen hinweg) wegen der langen Diffusionswege nicht vollständig beseitigen.
Nach DIN 8580 zählt Glühen zu den Fertigungsverfahren, um Stoffeigenschaften zu ändern. Die (Zustands-)Bezeichnung des Werkstoffzustandes nach EN 515 lautet "W". Sie kennzeichnet einen stabilen Zustand und gilt nur für Legierungen, die spontan bei Raumtemperatur aushärten.

## Glühtemperatur
Der Temperaturbereich ist abhängig von der Zusammensetzung der Legierung und kann am Phasendiagramm abgelesen werden. Bis knapp unter der Soliduslinie wird erhitzt, da manche Elemente wie z. B. Chrom erst bei hohen Temperaturen in Lösung gehen und diffundieren. Die Gesamtmenge anderer Legierungselemente wird beim Lösungsglühen im Mischkristall gelöst. Die Temperatur sollte unterhalb der eutektischen Temperatur bleiben wegen der Gefahr, eutektische Restmengen aufzuschmelzen.
Mit zunehmender Temperatur und Glühzeit wird der Werkstoff grobkörniger und die Kornzahl nimmt ab. Diese negative Begleiterscheinung kann bei Legierungen, die keine Phasenumwandlungen im festen Zustand haben, nur noch durch Kaltumformen mit nachfolgender Rekristallisation beseitigt werden.
Lösungsglühen ist üblicherweise die erste Stufe einer Wärmebehandlung. Der Werkstoff wird danach in der Regel schnell abgeschreckt, um unterkühlte Mischkristalle zu erzeugen.

## Werkstoffe
Bei aushärtbaren Aluminiumlegierungen findet das Lösungsglühen häufig Anwendung.
Stark verunreinigte Werkstoffe können in ihren mechanischen Eigenschaften auch verbessert werden, wenn lösliche Verunreinigungen, die versprödend wirken, von den Korngrenzen in das Korninnere diffundieren. Nichtlösliche Bestandteile hingegen koagulieren in rundliche Partikel. Eine Heißrissneigung wird verringert.

### Stahl
Lösungsglühen findet bei Stahl in einem Temperaturbereich zwischen 950 und 1200 °C über lange Glühzeiten (bis zu 50 Stunden) statt. Dieses Glühverfahren wird auch bei Verformung anstelle des Rekristallisationsglühens angewandt. Es dient zusätzlich der Verbesserung der Korrosionsbeständigkeit nichtrostender Stähle durch gleichmäßige Verteilung der Legierungselemente.
Das Lösungsglühen ist nicht sehr wirtschaftlich und wird daher nur noch angewendet, wenn sich Seigerungen nicht vermeiden lassen, etwa beim Blockguss von übereutektoidischen Wälzlagerstählen.

## Belege
1. 1 2  Hans-Jürgen Bargel, Günter Schulze: Werkstoffkunde (= Springer-Lehrbuch). Springer Berlin Heidelberg, 2012, ISBN 978-3-642-17716-3, S. 64, doi:10.1007/978-3-642-17717-0.
2. ↑  B. Ravi Kumar, Sailaja Sharma: Recrystallisation Characteristics of Cold Rolled Austenitic Stainless Steel during Repeated Annealing. In: Materials Science Forum. Band 753, ISSN 1662-9752, S. 157–162 (academia.edu [abgerufen am 26. Oktober 2021]).